# 1987年イタリアグランプリ
1987年イタリアグランプリは、1987年F1世界選手権の第11戦として、1987年9月6日にモンツァ・サーキットで開催された。

## 概要
ウィリアムズがアクティブサスペンション仕様のFW11Bを持ち込み、ネルソン・ピケが使用した。ピケには標準のサスペンションを装備したマシンがスペアとして与えられたが、「アクティブサスペンションの方が1周で1秒速い」としてアクティブ仕様車で決勝までを走った。
予選ではウィリアムズのネルソン・ピケが、標準サスペンション仕様のマシンに乗るチームメイトのナイジェル・マンセルを抑えてポールポジションを獲得した。
決勝スタート時にリカルド・パトレーゼのマシンから出火し、スタートがやり直しとなった。このため、予定より1周少ない50周でレースが争われた。
レースはスタートからピケがリードを奪うが、ピケがタイヤ交換を行うと、タイヤ無交換作戦を選択したアイルトン・セナのロータスがトップに立った。レース終盤に周回遅れの処理を誤ったセナがパラボリカでコースアウトすると再度ピケがトップに浮上し、そのままゴールした。ウィリアムズは初めて持ち込んだアクティブサスペンション車で勝利を獲得した。
レースウィーク中にはウィリアムズとホンダの契約が1年を残し1987年いっぱいで打ち切られると発表された。1986年シーズンにコンストラクターズタイトルを獲得し、この年もタイトル争いをリードしているコンビネーションの解消は大きなニュースとなった。
これには、マンセルとピケを擁するウィリアムズが中嶋悟をドライバーとして採用させようとするホンダ側の要求を拒絶したことが契約打ち切りの一因だとの見方があったが、事実はロータスからセナがホンダとともにマクラーレンへ移籍する計画があり、残るロータスとホンダが、ピケをエースドライバーとしてウィリアムズから受け入れることを了承したことであった。

## 結果

### 予選
| 順位 | No | ドライバー                 | コンストラクタ                 | 1回目    | 2回目    |
| ---- | -- | -------------------------- | ------------------------------ | -------- | -------- |
| 1    | 6  | ネルソン・ピケ             | ウィリアムズ・ホンダ           | 1'24.617 | 1'23.460 |
| 2    | 5  | ナイジェル・マンセル       | ウィリアムズ・ホンダ           | 1'24.350 | 1'23.559 |
| 3    | 28 | ゲルハルト・ベルガー       | フェラーリ                     | 1'25.211 | 1'23.933 |
| 4    | 12 | アイルトン・セナ           | ロータス・ホンダ               | 1'25.535 | 1'24.907 |
| 5    | 1  | アラン・プロスト           | マクラーレン・TAG              | 1'25.340 | 1'24.946 |
| 6    | 20 | ティエリー・ブーツェン     | ベネトン・フォード             | 1'25.250 | 1'25.044 |
| 7    | 19 | テオ・ファビ               | ベネトン・フォード             | 1'26.894 | 1'25.020 |
| 8    | 27 | ミケーレ・アルボレート     | フェラーリ                     | 1'25.290 | 1'25.247 |
| 9    | 7  | リカルド・パトレーゼ       | ブラバム・BMW                  | 1'26.453 | 1'25.525 |
| 10   | 8  | アンドレア・デ・チェザリス | ブラバム・BMW                  | 1'40.285 | 1'26.802 |
| 11   | 2  | ステファン・ヨハンソン     | マクラーレン・TAG              | 1'27.420 | 1'27.031 |
| 12   | 17 | デレック・ワーウィック     | アロウズ・メガトロン           | 1'27.543 | 1'28.083 |
| 13   | 18 | エディ・チーバー           | アロウズ・メガトロン           | 1'29.273 | 1'28.022 |
| 14   | 11 | 中嶋悟                     | ロータス・ホンダ               | 1'28.463 | 1'28.160 |
| 15   | 25 | ルネ・アルヌー             | リジェ・メガトロン             | 1'28.946 | -        |
| 16   | 10 | クリスチャン・ダナー       | ザクスピード                   | 1'30.389 | 1'29.465 |
| 17   | 9  | マーティン・ブランドル     | ザクスピード                   | 1'30.144 | 1'29.725 |
| 18   | 24 | アレッサンドロ・ナニーニ   | ミナルディ・モトーリ・モデルニ | 1'29.738 | 1'31.069 |
| 19   | 26 | ピエルカルロ・ギンザーニ   | リジェ・メガトロン             | 1'29.898 | -        |
| 20   | 23 | エイドリアン・カンポス     | ミナルディ・モトーリ・モデルニ | 1'31.094 | 1'30.782 |
| 21   | 21 | アレックス・カフィ         | オゼッラ・アルファロメオ       | 1'32.768 | 1'31.029 |
| 22   | 3  | ジョナサン・パーマー       | ティレル・コスワース           | 1'34.218 | 1'33.028 |
| 23   | 30 | フィリップ・アリオー       | ローラ・コスワース             | 1'34.748 | 1'33.170 |
| 24   | 4  | フィリップ・ストレイフ     | ティレル・コスワース           | 1'34.760 | 1'33.264 |
| 25   | 16 | イヴァン・カペリ           | マーチ・コスワース             | 1'34.205 | 1'33.311 |
| 26   | 22 | フランコ・フォリーニ       | オゼッラ・アルファロメオ       | 1'34.467 | 1'33.816 |
| DNQ  | 32 | ニコラ・ラリーニ           | コローニ・コスワース           | 1'38.460 | 1'35.721 |
| DNQ  | 14 | パスカル・ファブル         | AGS・コスワース                | 1'39.393 | 1'36.679 |

### 決勝
| 順位     | No | ドライバー                 | コンストラクタ                 | 周回 | タイム/リタイヤ  | グリッド | ポイント |
| -------- | -- | -------------------------- | ------------------------------ | ---- | ---------------- | -------- | -------- |
| 1        | 6  | ネルソン・ピケ             | ウィリアムズ・ホンダ           | 50   | 1:14'47.707      | 1        | 9        |
| 2        | 12 | アイルトン・セナ           | ロータス・ホンダ               | 50   | +1.806           | 4        | 6        |
| 3        | 5  | ナイジェル・マンセル       | ウィリアムズ・ホンダ           | 50   | +49.036          | 2        | 4        |
| 4        | 28 | ゲルハルト・ベルガー       | フェラーリ                     | 50   | +57.979          | 3        | 3        |
| 5        | 20 | ティエリー・ブーツェン     | ベネトン・フォード             | 50   | +1'21.319        | 6        | 2        |
| 6        | 2  | ステファン・ヨハンソン     | マクラーレン・TAG              | 50   | +1'28.787        | 11       | 1        |
| 7        | 19 | テオ・ファビ               | ベネトン・フォード             | 49   | +1 Lap           | 7        |          |
| 8        | 26 | ピエルカルロ・ギンザーニ   | リジェ・メガトロン             | 48   | +2 Laps          | 19       |          |
| 9        | 10 | クリスチャン・ダナー       | ザクスピード                   | 48   | +2 Laps          | 16       |          |
| 10       | 25 | ルネ・アルヌー             | リジェ・メガトロン             | 48   | +2 Laps          | 15       |          |
| 11       | 11 | 中嶋悟                     | ロータス・ホンダ               | 47   | +3 Laps          | 14       |          |
| 12       | 4  | フィリップ・ストレイフ     | ティレル・コスワース           | 47   | +3 Laps          | 24       |          |
| 13       | 16 | イヴァン・カペリ           | マーチ・コスワース             | 47   | +3 Laps          | 25       |          |
| 14       | 3  | ジョナサン・パーマー       | ティレル・コスワース           | 47   | +3 Laps          | 22       |          |
| 15       | 1  | アラン・プロスト           | マクラーレン・TAG              | 46   | +4 Laps          | 5        |          |
| 16       | 24 | アレッサンドロ・ナニーニ   | ミナルディ・モトーリ・モデルニ | 45   | +5 Laps          | 18       |          |
| リタイヤ | 9  | マーティン・ブランドル     | ザクスピード                   | 43   | ギアボックス     | 17       |          |
| リタイヤ | 30 | フィリップ・アリオー       | ローラ・コスワース             | 37   | スピンオフ       | 23       |          |
| リタイヤ | 23 | エイドリアン・カンポス     | ミナルディ・モトーリ・モデルニ | 34   | エンジン         | 20       |          |
| リタイヤ | 18 | エディ・チーバー           | アロウズ・メガトロン           | 27   | ドライブシャフト | 13       |          |
| リタイヤ | 22 | フランコ・フォリーニ       | オゼッラ・アルファロメオ       | 27   | ターボ           | 26       |          |
| リタイヤ | 21 | アレックス・カフィ         | オゼッラ・アルファロメオ       | 16   | サスペンション   | 21       |          |
| リタイヤ | 27 | ミケーレ・アルボレート     | フェラーリ                     | 13   | ターボ           | 8        |          |
| リタイヤ | 17 | デレック・ワーウィック     | アロウズ・メガトロン           | 9    | 電気系           | 12       |          |
| リタイヤ | 8  | アンドレア・デ・チェザリス | ブラバム・BMW                  | 7    | サスペンション   | 10       |          |
| リタイヤ | 7  | リカルド・パトレーゼ       | ブラバム・BMW                  | 5    | エンジン         | 9        |          |

- 予選、決勝順位は、“The Official Formula 1 website”. 2008年6月2日閲覧。およびF1イヤーブック[6]より。

## 記録
- 初グランプリ(ドライバー):フランコ・フォリーニ、ニコラ・ラリーニ
- 初グランプリ(チーム):コローニ